# Marcação
Marcação est une ville brésilienne du littoral nord de l'État de la Paraíba.
Sa population était estimée à 7 287 habitants en 2007. La municipalité s'étend sur 123 km2.